# PGA EuroPro Tour
De PGA EuroPro Tour is een serie golftoernooien die sinds 2002 bestaat. Hij is voortgekomen uit het samengaan van twee bestaande toernooiseries, de EuroPro Tour en de PGA Mastercard Tour. De meeste toernooien worden in het Verenigd Koninkrijk gespeeld, 
De PGA EuroPro Tour is vergelijkbaar met onder meer de EPD Tour in Duitsland, de Alps Tour in het Alpengebied en de Nationwide Tour in de Verenigde Staten,  
De bedoeling van deze toernooiseries is om de golfprofessionals ervaring te geven en voor te bereiden op de toernooien van een hoger niveau. 
Op de kalender staan in 2011 dertien toernooien, ieder met een prijzengeld van ongeveer £ 40.000.
De spelers die in de top-60 staan mogen meedoen aan het laatste toernooi van het seizoen, het Tour Championship, dat op het Mar Menor Golf Resort in Murcia, Spanje gespeeld wordt.

## Order of Merit
Door hoog te eindigen in de Order of Merit kunnen spelers promoveren naar de Europese Challenge Tour. Bovendien mogen zij de eerste ronde (Stage 1) van de Tourschool overslaan.
Bekende spelers die lid waren van de EuroPro Tour zijn onder meer Richard Finch (2003-2004),  Ross Fisher (2005), Anton Haig (2004-2005), Louis Oosthuizen (2002-2003), Graeme Storm (2003) en Marc Warren (2002-2004)
Winnaars van de Order of Merit
| Jaar | Naam           | Prijzengeld ]) |
| ---- | -------------- | -------------- |
| 2002 | Paul McKechnie | £ 32,236.12    |
| 2003 | Tom Whitehouse | £ 34.182.00    |
| 2004 | Simon Lilly    | £ 37.046.66    |
| 2005 | Mark Smith     | £ 54.877.99    |
| 2006 | Kevin Harper   | £ 29.258.66    |
| 2007 | Graeme Clark   | £ 43.688.70    |
| 2008 | Noel Fox       | £ 26.897.48    |
| 2009 | Scott Jamieson | £ 23.492.25    |
| 2010 | Daniel Gaunt   | £ 24.700.00    |
| 2011 | Chris Hanson   | £ 37.930.00    |
| 2012 | Paul Maddy     | £ 32.822.00    |
| 2013 | Oliver Farr    | £ 33.495.00    |
| 2014 | Elliot Saltman | £ 27.991.00    |
| 2015 | Jordan L Smith | £ 32.984.00    |
| 2016 | Matthew Cort   | £ 33.920.00    |